# Фёдоровка (Мариинский район)
Фёдоровка — деревня в Мариинском районе Кемеровской области. Входит в состав Сусловского сельского поселения.

## География
Центральная часть населённого пункта расположена на высоте 187 м над уровнем моря.

## Население
| 1926 | 2002 | 2010 |
| ---- | ---- | ---- |
| 454  | ↘137 | ↘64  |

### Половой состав
По данным Всероссийской переписи населения 2010 года, в деревне Фёдоровка проживало 64 человека (28 мужчин, 36 женщин).